# Episodi di Drake & Josh (terza stagione)
La terza stagione della sitcom Drake & Josh è stata trasmessa per la prima volta negli Stati Uniti dal 2 aprile 2005 all'8 aprile 2006 su Nickelodeon.In Italia è andata in onda su Italia 1 dal 9 febbraio al 6 marzo 2009. La stagione comprende 17 episodi nella versione originale e 20 in quella italiana, in quanto il film per la tv intitolato Drake & Josh go Hollywood è stato diviso in tre parti, trasmesse come episodi aggiuntivi. Inoltre, nella versione statunitense solo gli ultimi quattro episodi sono stati trasmessi nell'ordine giusto, mentre in quella italiana tutti gli episodi sono stati trasmessi rispettando l'ordine di trama.
| n° ep.        | Cod. di prod. | Titolo originale          | n°ep. italiani | Titolo italiano                        | Prima TV USA                   | Prima TV Italia                |  |
| Prima parte   | Prima parte   | Prima parte               | Prima parte    | Prima parte                            | Prima parte                    | Prima parte                    |  |
| ------------- | ------------- | ------------------------- | -------------- | -------------------------------------- | ------------------------------ | ------------------------------ |  |
| 1             | 305           | The Drake & Josh Inn      | 1              | La locanda di Drake e Josh             | 2 aprile 2005                  | 13 ottobre 2006                |  |
| 2             | 301           | Peruvian Puff Pepper      | 2              | Il peperone peruviano                  | 9 aprile 2005                  | 9 ottobre 2006                 |  |
| 3             | 302           | We're Married?            | 3              | Marito e moglie                        | 16 aprile 2005                 | 10 ottobre 2006                |  |
| 4             | 303           | Mindy's Back              | 4              | Mindy è tornata                        | 30 aprile 2005                 | 11 ottobre 2006                |  |
| 5             | 304           | The Affair                | 5              | Relazione clandestina                  | 21 maggio 2005                 | 12 ottobre 2006                |  |
| 6             | 306           | Playing the Field         | 6              | Tastare il terreno                     | 4 giugno 2005                  | 16 ottobre 2006                |  |
| 7             | 307           | Helen's Surgery           | 7              | L'intervento di Helen                  | 11 giugno 2005                 | 17 ottobre 2006                |  |
| 8             | 309           | Paging Dr. Drake          | 8              | Il dottor Drake                        | 1º ottobre 2005                | 19 ottobre 2006                |  |
| 9             | 308           | Foam Finger               | 9              | La mano di gomma                       | 8 ottobre 2005                 | 18 ottobre 2006                |  |
| 10            | 311           | Girl Power                | 10             | Girl power                             | 15 ottobre 2005                | 23 ottobre 2006                |  |
| 11            | 310           | Sheep Thrills             | 11             | Il mistero della pecora                | 22 ottobre 2005                | 20 ottobre 2006                |  |
| Film TV       | Film TV       | Film TV                   |                | Episodi aggiuntivi in italiano         | Episodi aggiuntivi in italiano | Episodi aggiuntivi in italiano |  |
| Speciale      | Speciale      | Drake & Josh go Hollywood | 12             | Drake e Josh vanno a Hollywood parte 1 | 6 gennaio 2006                 | 6 gennaio 2007                 |  |
| Speciale      | Speciale      | Drake & Josh go Hollywood | 13             | Drake e Josh vanno a Hollywood parte 2 | 6 gennaio 2006                 | 7 gennaio 2007                 |  |
| Speciale      | Speciale      | Drake & Josh go Hollywood | 14             | Drake e Josh vanno a Hollywood parte 3 | 6 gennaio 2006                 | 8 gennaio 2007                 |  |
| Seconda parte |               |                           |                |                                        |                                |                                |  |
| 12            | 313           | Megan's New Teacher       | 15             | Il nuovo insegnante di Megan           | 28 gennaio 2006                | 9 gennaio 2007                 |  |
| 13            | 312           | Little Sibling            | 16             | Un Fratellino!                         | 4 febbraio 2006                | 8 gennaio 2007                 |  |
| 14            | 314           | Theater Thug              | 17             | Il rapinatore di cinema                | 18 febbraio 2006               | 10 gennaio 2007                |  |
| 15            | 315           | The Demonator             | 18             | Il "Demonator"                         | 25 febbraio 2006               | 11 gennaio 2007                |  |
| 16            | 316           | Alien Invasion            | 19             | Invasione aliena                       | 18 marzo 2006                  | 12 gennaio 2007                |  |
| 17            | 317           | Dr. Phyllis Show          | 20             | Lo show della Dottoressa Phylliss      | 8 aprile 2006                  | 15 gennaio 2007                |  |

## La locanda di Drake e Josh
- Titolo originale: The Drake & Josh Inn
- Diretto da: Adam Weissman
- Scritto da: Jake Farrow

### Trama
Audrey e Walter vanno fuori città per le vacanze di primavera, lasciando Drake, Josh e Megan a casa da soli. Prima di andarsene, i genitori danno ai figli 200 dollari da spendere per cibo ed emergenze, ma Drake spende subito tutto il denaro per comprare cose superflue, come un robot messicano e pacchetti di chewing-gum. Rimasti senza un soldo per mangiare, i tre si trovano al Premiere quando sentono una coppia dire che non hanno un posto dove stare. Drake e Josh approfittano della situazione, spacciando casa propria per un bed and breakfast e offrendo alla coppia di ospitarli a pagamento. All'inizio la messinscena regge, ma quando si presentano più di cinquanta ragazzi del college, in cerca di un alloggio per la notte, la situazione diventa a dir poco caotica. Nel frattempo, Megan cerca di convincere Drake e Josh a trattarla come un'ospite.

## Il peperone peruviano
- Titolo originale: Peruvian Puff Pepper
- Diretto da: Steve Hoefer
- Scritto da: Steve Holland

### Trama
Drake e Josh partecipano a una gara di preparazione di salse, in modo da poter vincere una TV Yatzubishi con schermo al plasma da 45 pollici ad alta risoluzione. Megan chiede di unirsi alla loro squadra, ma i ragazzi rifiutano così decide di giocare sporco. Dopo aver messo i ragazzi nei guai due volte e aver fatto la sua salsa, Megan compra l'obiettivo finale per Drake e Josh: il peperoncino peruviano.

## Marito e moglie
- Titolo originale: We're Married?
- Diretto da: Steve Hoefer
- Scritto da: George Doty IV

### Trama
L'amica di e-mail di Josh, Yooka, sta arrivando dalla Yudonia per far visita a Josh. A Drake non importa niente di lei all'inizio, ma poi nota quanto è sexy. Josh sente Yooka che dice ai suoi genitori che ha nostalgia di casa, quindi organizza quella che pensa sia una cerimonia di amicizia, ma in realtà è una cerimonia di matrimonio.

## Mindy è tornata
- Titolo originale: Mindy's Back
- Diretto da: Adam Weissman
- Scritto da: Eric Friedman

### Trama
È il momento della Fiera della Scienza. Josh è sicuro di vincere il primo premio, fino al ritorno di Mindy Crenshaw. Josh arriva secondo come ogni anno, ma cambia atteggiamento nei confronti di Mindy. Dopo la Fiera della Scienza, infatti, sviluppa una forte simpatia per la ragazza, che lo ricambia, e senza rendersene conto i due iniziano a comportarsi come fidanzatini.

## Relazione clandestina
- Titolo originale: The Affair
- Diretto da: Adam Weissman
- Scritto da: Anthony Del Broccolo

### Trama
Da qualche tempo Walter torna sempre a casa tardi e parla spesso con un'altra donna. Drake e Josh iniziano a sospettare che Walter stia tradendo Audrey e decidono di prendere in mano la situazione, ma finiscono solo per prendere un granchio.

## Tastare il terreno
- Titolo originale: Playing the Field
- Diretto da: Roger Christiansen
- Scritto da: Dan Schneider

### Trama
Alimentato dall'amore per il sesso opposto e dalla paura di impegnarsi, Drake rompe con la sua ragazza solo per rendersi conto che potrebbe aver preso la decisione sbagliata.

## L'intervento di Helen
- Titolo originale: Helen's Surgery
- Diretto da: Adam Weissman
- Scritto da: George Doty IV

### Trama
Quando il capo di Josh, Helen, si sottopone a un intervento chirurgico all'occhio con il laser, con conseguente cecità temporanea, chiede l'aiuto di Drake e Josh. Dopo che Drake vede l'appartamento super cool di Helen, completo di vasca idromassaggio, organizza una festa senza che Josh lo sappia. Sfortunatamente per lui, la vista di Helen ritorna nel bel mezzo della festa e la sua reazione sciocca sia Drake che Josh.

## Il dottor Drake
- Titolo originale: Paging Dr. Drake
- Diretto da: Steve Hoefer
- Scritto da: Anthony Del Broccolo

### Trama
Dopo una serie di sollevamento pesi fallita, Josh si infortuna l'alluce e viene ricoverato in ospedale. Mentre è in ospedale, Drake si finge medico per impressionare un gruppo di infermiere. Poi arriva un dottore che scambia Drake per un medico famoso. Per questo motivo il ragazzo si ritrova a dover eseguire un intervento chirurgico al piede.

## La mano di gomma
- Titolo originale: Foam Finger
- Diretto da: Roger Christiansen
- Scritto da: Dan Schneider

### Trama
Una discussione di sei anni fa tra Drake e Josh si riaccende improvvisamente quando i loro resoconti contrastanti di un incidente a una partita dei San Diego Padres li vedono dare la colpa l'uno all'altro.

## Girl power
- Titolo originale: Girl Power
- Diretto da: Steve Hoefer
- Scritto da: Jake Farrow

### Trama
La nuova ragazza di Drake potrebbe essere più difficile di lui. Josh cerca di impressionare i genitori di Mindy, il che potrebbe essere ancora più difficile.

## Il mistero della pecora
- Titolo originale: Sheep Thrills
- Diretto da: Steve Hoefer
- Scritto da: Dan Schneider

### Trama
Quando Drake e Josh scoprono che Megan ha adottato una pecora, non vogliono avere niente a che fare con l'animale.

## Drake e Josh vanno a Hollywood parte 1
- Titolo originale: Drake & Josh go Hollywood
- Diretto da: Steve Hoefer
- Scritto da: Steven Molaro e Dan Schneider

## Drake e Josh vanno a Hollywood parte 2
- Titolo originale: Drake & Josh go Hollywood
- Diretto da: Steve Hoefer
- Scritto da: Steven Molaro e Dan Schneider

## Drake e Josh vanno a Hollywood parte 3
- Titolo originale: Drake & Josh go Hollywood
- Diretto da: Steve Hoefer
- Scritto da: Steven Molaro e Dan Schneider

## Il nuovo insegnante di Megan
- Titolo originale: Megan's New Teacher
- Diretto da: Adam Weissman
- Scritto da: George Doty IV

### Trama
Tutti se la prendono con Megan quando critica le capacità di insegnamento di Josh.

## Un fratellino
- Titolo originale: Little Sibling
- Diretto da: Steve Hoefer
- Scritto da: Dan Schneider

### Trama
Drake si mette nei guai a scuola e viene assegnato a fare da mentore a un ragazzino.

## Il rapinatore di cinema
- Titolo originale: Theater Thug
- Diretto da: Roger Christiansen
- Scritto da: Dan Schneider

### Trama
Un produttore televisivo assume Josh per impersonare un rapinatore di cinema in un programma poliziesco, ma il ragazzo viene scambiato per il vero criminale.

## Il "Demonator"
- Titolo originale: The Demonator
- Diretto da: Steve Hoefer
- Scritto da: Eric Friedman e Anthony Del Broccolo

### Trama
Drake e Josh sono alla disperata ricerca del Demonator, le nuove fantastiche montagne russe del Mystic Mountain, il loro parco divertimenti preferito. Tuttavia, i loro genitori, che escono per la notte, costringono i ragazzi a rimanere in casa e a vegliare sul loro bisnonno, che si sta riprendendo da un'operazione. Dopo che i loro genitori se ne sono andati, Drake ottiene l'aiuto dei suoi amici Craig ed Eric per vegliare sul bisnonno, mentre Drake, Josh e Megan (che accettano di prendere dopo che lei minaccia di spifferare tutto ai genitori) scappano di casa per salire sul Demonator. Ma nulla va secondo i piani.

## Invasione aliena
- Titolo originale: Alien Invasion
- Diretto da: William Bardelli
- Scritto da: Steve Holland

### Trama
Stanchi di subire scherzi e dispetti da Megan, i nostri Drake e Josh decidono di ribaltare la situazione, facendo credere alla piccola che gli alieni stiano per sbarcare sulla Terra. Per realizzare lo scherzo, i due sabotano il software di Megan per captare le comunicazioni spaziali in modo che rilevi la presenza di un UFO. Poi iniziano a emettere versi per spaventare la piccola e, per completare l'opera, dopo che Megan esce di casa si travestono da alieni. Tuttavia quando torna, sono loro a spaventarsi perché la bambina è accompagnata da un vero alieno.

## Lo show della Dottoressa Phyllis
- Titolo originale: Dr. Phyllis Show
- Diretto da: Steve Hoefer
- Scritto da: Anthony Del Broccolo ed Eric Friedman

### Trama
Drake e Josh partecipano allo show della dottoressa Phyllis e rivivono alcuni dei loro momenti più stravaganti.